# Heva
Heva (turkiska: Heva Dağı), eller Cheva (georgiska: ხევა), är ett berg på gränsen mellan sydvästra Georgien och nordöstra Turkiet. Toppen på Heva är 2 812 meter över havet. Det är den högsta toppen i Sjavsjetibergen (georgiska: შავშეთის ქედი, Sjavsjetis kedi; turkiska: Şavşeti Dağları).